# Alternativna terapija rakavih obolenj
Alternativne terapije rakavih obolenj so metode zdravljenja, ki ne spadajo med metode zdravljenja raka konvencionalne medicine. Za učinkovitost alternativnih metod zdravljenja rakavih obolenj lahko ni znanstvenih dokazov. Ko se alternativne metode zdravljenja izvaja ob konvencionalnem zdravljenju se uporablja izraz komplementarne metode. Ko ponudniki zdravstvene oskrbe poskušajo združiti standardno terapijo rakavih obolenj z dokazano varnimi in učinkovitimi komplementarnimi oz. alternativnimi metodami se uporablja izraz integrativno zdravljenje.
Bolniki z rakom alternativne metode zdravljenja izbirajo iz različnih razlogov, kot so: shajanje s stranskimi učinki konvencionalnega zdravljenja raka, olajšanje duhovne stiske in prepričanje, da bodo alternativne oz. komplementarne metode pripomogle k zdravljenju rakavega obolenja.

## Metode zdravljenja
- Hrustanec morskega psa - Hrustanec morskega se uporablja v alternativni terapiji rakavih obolenj, saj naj bi domnevno zaviral rast tumorjev in metastaze. Izdelki iz hrustanca morskega psa so na voljo kot prehranska dopolnila, običajno v obliki praška ali kapsul.[2]

- Makrobiotika - Makrobiotika je eden izmed najbolj priljubljenih alternativnih ali komplementarnih pristopov k zdravljenju raka. Makrobiotika zagovarja uživanje polnovredne, nepredelane hrane.[3][4]

### Alternativni zdravilski sistemi
- Homeopatija - Homeopatije se oboleli za rakom zelo pogosto poslužujejo, nekateri kot komplementarno metodo, drugi kot alternativno metodo, saj naj bi nekateri od pripravkov v zgodnjih fazah zavrli tumorsko rast. Pri obolelih za rakom na dojkah, se predvsem lahko uporablja za blaženje simptomov menopavze, saj te bolnice ne morejo uporabljati nadomestne hormonske terapije.[5][6][7]

### Bioenergetske metode
- Akupunktura - Akupunktura je ena od metod tradicionalne kitajske medicine in temelji na zabadanju iglic v kožo, oziroma bolj natančno v živčne vozle. Oboleli za rakom to metodo uporabljajo predvsem kot komplemetarno standardni terapiji za obvladovanje bolečine, slabosti in bruhanja.[8]

- Reiki
- Magnetoterapija - Uporaba magnetoterapije naj bi s povečanjem oksigenacije ustvarja neugodno okolje za rakave celice, saj da v okolju bogatem s kisikom ne morejo preživeti, kar vodi v njihovo smrt.[9]

### Psihofizične metode
so metode, ki povečujejo sposobnost duševnosti, da vpliva na telesne funkcije in simptome. Sem spadajo: 
- Aromaterapija - Aromaterapija zajema vse metode pri katerih se uporabljajo eterična olja, s ciljem spremeniti razpoloženje, oziroma izboljšati simptome kot je stres ali slabost. Te snovi se bodisi inhalirajo ali aplicirajo na kožo, med drugim tudi med masažo. Najbolj popularna eterična olja v uporabi so sivkino, rožmarinovo, evkaliptusovo, jasminovo, kamilično in ostala.

- Terapija z umetnostjo - likovna terapija, dramska terapija, plesna terapija, glasbena terapija.

- Meditacija
- Hipnoterapija

### Manipulativne metode
- Refleksologija -Refleksologija je metoda, kjer se aplicira pritisk na področja nog, včasih tudi rok. V nogah naj bi se nahajala refleksna področja za vsak del telesa in s pritiskanjem na določeno področje, se stimulira ustrezen del telesa. Podobno kot pri akupunkturi, gre za delovanje na energijske poti, na sproščanje zdravilne energije in ponovno vzpostavljanje zdravja. Oboleli za rakom se teh metod poslužujejo za sprostitev, shajanje s stresom in anksioznostjo, proti bolečini in za splošno boljše počutje. Nekateri verjamejo, da tak način zdravljenja krepi imunski sistem, kar jim pomaga boriti se proti različnim boleznim. Trenutno je za to malo dokazov.[10]

- Joga